# 362 f.Kr.

## Händelser

### Efter plats

#### Persiska riket
- Mausollos av Karien går med i satrapernas anatoliska uppror mot den persiske kungen Artaxerxes II.

#### Egypten
- Kung Agesilaios II av Sparta anländer med 1.000 man för att bistå Egypten i dess kamp mot Persiska riket.

#### Grekland
- Då ett inbördeskrig utbryter inom det arkadiska förbundet kämpar Mantineia tillsammans med Sparta och Aten, medan Tegeia och andra medlemmar av förbundet kämpar på Thebes sida. Den thebiske generalen Epaminondas leder den allierade armén på Peloponnesos. Han möts av Sparta (lett av den spartanske generalen Arkidamos III), Aten och deras allierade i slaget vid Mantineia. I detta slag segrar Epaminondas men stupar. Hans sista order om att sluta fred med fienden respekteras av alla parter och allmän fred sluts i Grekland. Därmed tar den thebiska dominansen av Grekland slut.

#### Kina
- Staterna Qin, Han och Zhao besegrar staten Wei och Qin fångar prinsen av Wei. Slaget vid Shaoliang utkämpas sedan mellan Qin och Wei, vilket Wei förlorar, varpå Qin fångar Weis premiärminister.

## Födda
- Eumenes från Kardien, grekisk general och vetenskapsman (död 316 f.Kr.)

## Avlidna
- Epaminondas, grekisk fältherre och statsman (född cirka 418 f.Kr.)